# Атран (авіакомпанія)

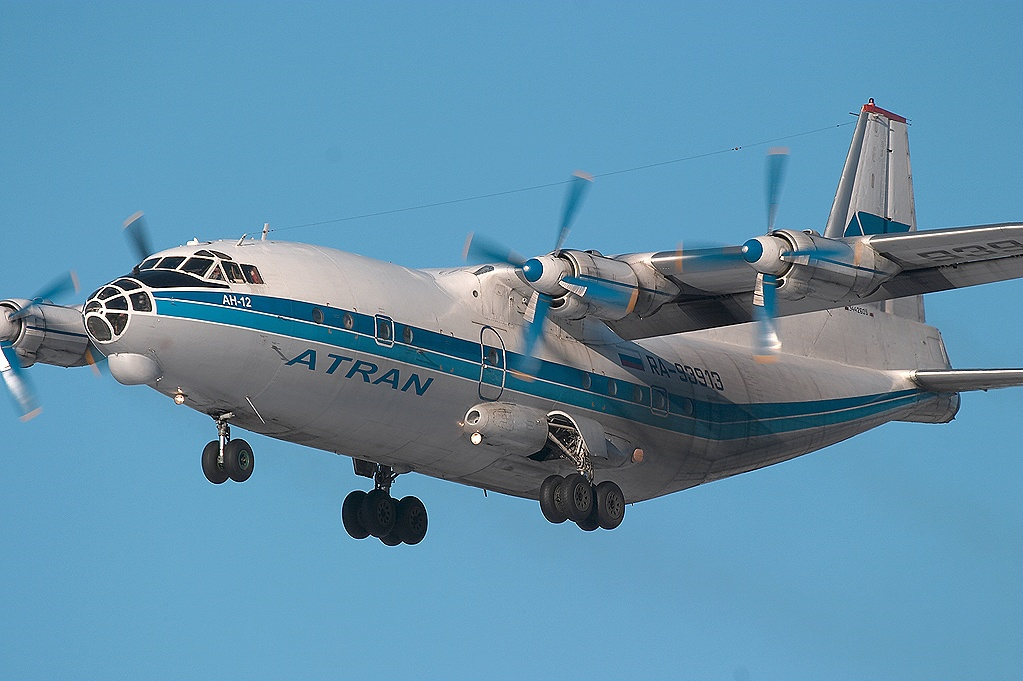
Ан-12Б, Москва, 2004 рік

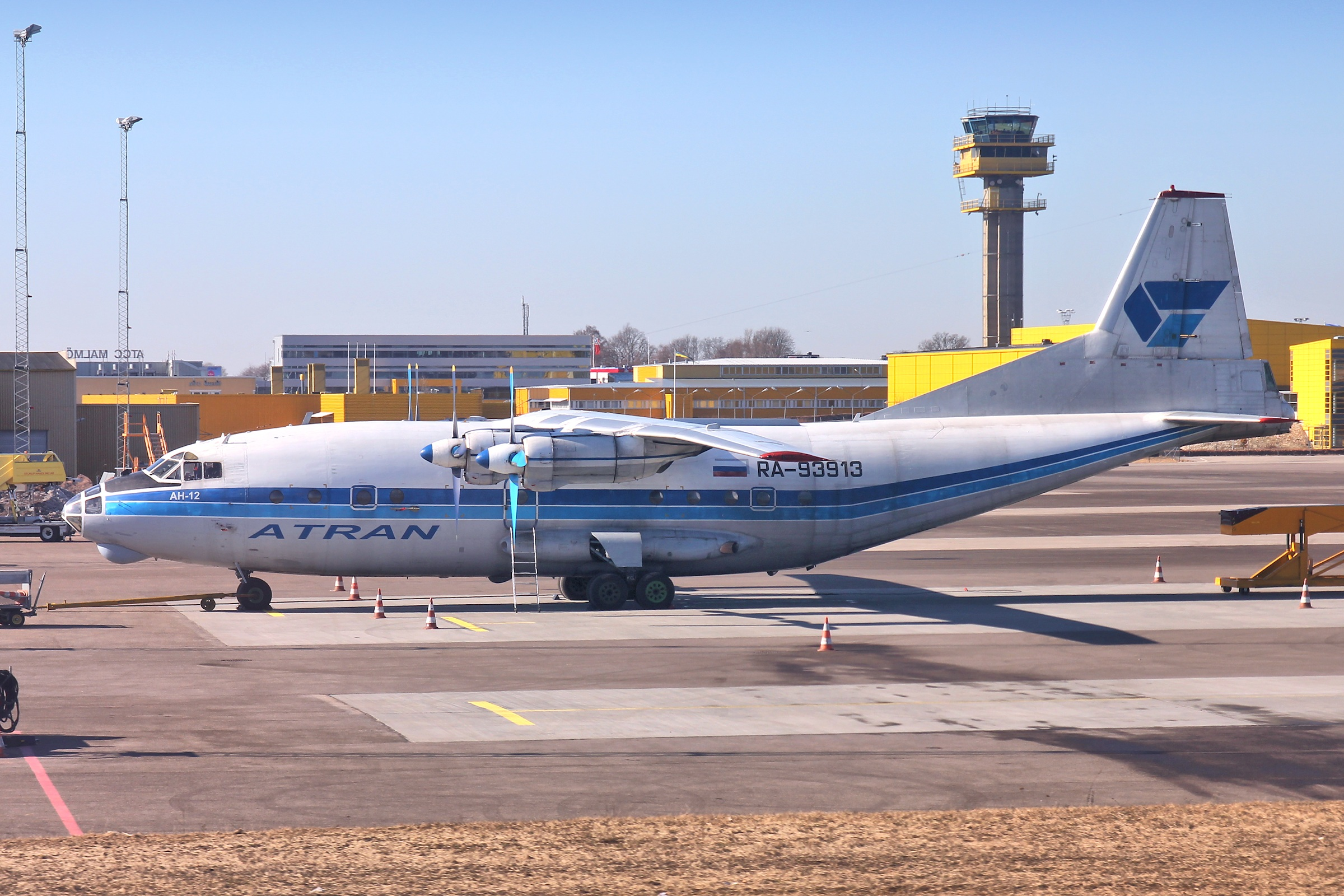
Ан-12Б в аеропорту Мальме-Стуруп

Атран — російська вантажна авіакомпанія, дочірнє підприємство Групи компаній «Волга-Дніпро».

## Опис
Заснована в 1942 році під назвою «Московське авіаційне підприємство», займалася транспортуванням деталей для авіавиробників. З 1969 року вузловим аеропортом компанії є Домодєдово. У середині 80-х років компанія змінила назву на Асоціацію «Транспортна авіація». Авіапарк налічував 29 транспортних літаків, які доставляли вантажі по всій території СРСР.
У червні 1990 року уряд СРСР розпорядився виділити «Транспортну авіацію» зі структури «Аерофлоту». Таким чином вона стала першою в СРСР самостійної авіакомпанією з власним брендом «Авіатранс».
У 1993 році перейшла в приватні руки і реорганізована в товариство з обмеженою відповідальністю. 73 % прав належать співробітникам компанії, 25 % — державі Росія і 2 % — публічним холдингам. 1 січня 1997 року знову змінила свою назву на «Атран — вантажні лінії Авиатранс». В 1998 році компанія отримала нагороду «Крила Росії-97», ставши другим кращим в країні вантажним перевізником.
29 липня 2007 року літак Ан-12Б (номер RA-93912), що належав компанії, потрапив в авіакатастрофу через відмову двох двигунів на зльоті внаслідок потрапляння птахів. Екіпаж не зміг розвернути і посадити літак, загинули сім осіб.
В 2011 році увійшла до складу Групи компаній «Волга-Дніпро».
В даний час флот авіакомпанії складають три середньомагістральні літаки Boeing 737-400SF, призначених для авіаліній малої і середньої протяжності